# Thilo Sarrazin

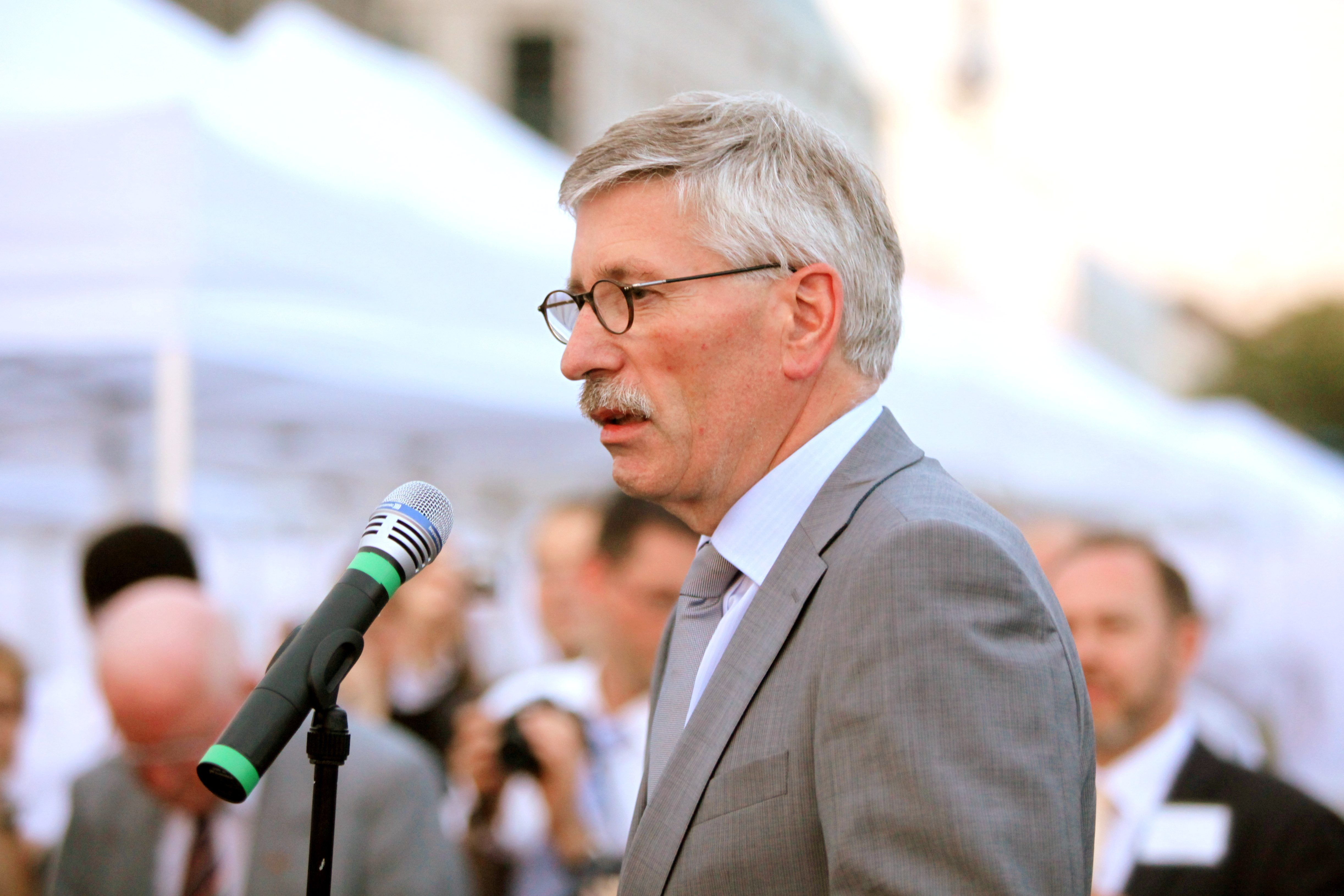
Thilo Sarrazin

Thilo Sarrazin (Gera, 12 februari 1945) is een Duits econoom, financieel bestuurder, en  SPD-politicus. Sedert 2010 heeft hij naam gemaakt met een aantal omstreden boeken waarin kritiek wordt geoefend op populaire "progressieve" standpunten.  
Thilo Sarrazin werd tijdens de oorlog geboren in Gera in Thüringen als zoon van een arts van hugenootse afkomst en een moeder uit West-Pruisen. Hij groeide op in Recklinghausen en was vanaf zijn zevende in een internaat in Beieren. Hij rondde het gymnasium af in Recklinghausen en studeerde na zijn militaire dienstplicht economie aan de universiteit van Bonn. Sarrazin promoveerde in 1973 en was van 1973 tot 1974 wetenschappelijk medewerker van de Friedrich-Ebert-Stiftung, het wetenschappelijk bureau van de SPD. In die tijd werd hij ook lid van de SPD.
Vanaf 1975 werkte Sarrazin bij het federale ministerie van Financiën. Van 1990 tot 1991 werkte hij voor de Treuhandanstalt, die verantwoordelijk was voor de privatisering van de staatsbedrijven van de voormalige DDR. Daarna was hij tot 1997 staatssecretaris in het ministerie van Financiën van Rijnland-Palts, van 2002 tot 2009 senator (wethouder) van financiën te Berlijn, en van 2009 tot 2010 lid van de Raad van bestuur van de Deutsche Bundesbank.
In 2010 kwam Sarrazin internationaal in de schijnwerpers te staan na het verschijnen van zijn boek Deutschland schafft sich ab (Duitsland heft zichzelf op), waarin Sarrazin, behalve op de heersende opvattingen over en wijze van bestrijding van armoede in Duitsland, ook scherpe kritiek uit op de immigratiepolitiek van dat land. Niet zozeer het verschijnen en de inhoud van het boek, als wel zijn nadien gedebiteerde uitspraken over vermeende samenhang tussen etnische oorsprong en intelligentie waren voor de Bundesbank aanleiding om zijn ontslag aan te vragen. Sarrazin besloot de eer aan zichzelf te houden en nam ontslag.
Zijn boek bereikte begin 2012 reeds een oplage van 1,5 miljoen exemplaren  en is daarmee, in het segment non-fictie, het boek met de grootste oplage in Duitsland sinds de Tweede Wereldoorlog en stond 21 weken op plaats 1 in de Der Spiegel-bestsellerlijst.
Naar aanleiding van eerdergenoemde uitspraken, die de reputatie van de partij zouden hebben beschadigd, stelde de SPD een commissie in om Sarrazins eventuele royement voor te bereiden. Deze commissie adviseerde in april 2011 echter om Sarrazin niet te royeren, nadat hij zich in een brief had gedistantieerd van racisme en sociaal-darwinisme. Zowel de dreiging van zijn royement als het afblazen daarvan werkten als splijtzwammen binnen de SPD. Sedertdien heeft Sarrazin nog een aantal succesvolle, maar evenzeer omstreden maatschappijkritische werken gepubliceerd. Eind 2018 probeerde de SPD-top het daarom voor de derde keer en nu met meer succes de dwarsligger uit de partij te zetten. Per 31 juli 2020 is Sarrazin daadwerkelijk uit de partij gezet.